# 合馬敬
合馬 敬（おうま けい、1937年9月26日 - ）は、日本の官僚・政治家、元自由民主党参議院議員(1期)。

## 来歴
福岡県出身。1960年、東京大学法学部第2類（公法コース）卒。同年農林省（現在の農林水産省）入省。1988年、農水省構造改善局計画部長を最後に退官。1989年には、福田幸弘の死去に伴い実施された参院福岡補選に自民党から立候補したが、リクルート事件や消費税導入による逆風を受け、社会党の渕上貞雄に敗れて落選。同年の第15回参議院議員通常選挙で当選した。1995年の第17回参議院議員通常選挙では、福岡県選挙区の改選数が3から2に削減されたため自民党は公認候補を合馬1人に絞ったものの、無所属として立候補した元自民党の重富吉之助と支持層を食い合い、2人とも落選した（重富が3位、合馬が4位）。自民党福岡県連は参院選の落選後に次期衆議院議員総選挙への小選挙区からの立候補を要請したが、合馬は固辞した。1996年の第41回衆議院議員総選挙では、福岡10区から自民党公認で立候補した自見庄三郎の選対本部長代行を務めた。

## エピソード
業田良家の「シアターアッパレ」で上記の参院福岡補選を麻雀に風刺していた作品があり、オチは自分の名前をもじって「大負けー！」と叫ぶものであった。